# 三ッ林裕巳
三ッ林 裕巳（みつばやし ひろみ、1955年（昭和30年）9月7日 - ）は、日本の政治家、医師。
衆議院議員（4期）、内閣府副大臣（菅義偉内閣）、厚生労働大臣政務官（第3次安倍第1次改造内閣）、衆議院厚生労働委員長、自由民主党副幹事長を歴任。

## 経歴
埼玉県幸手市生まれ（現住所は同市千塚）。三ッ林弥太郎の三男。幸手市立幸手中学校、埼玉県立春日部高等学校を経て、1982年3月、日本大学医学部卒業。同年6月、日本大学医学部附属板橋病院第2内科（腎臓、循環器内科）勤務（1994年3月まで）。1983年4月、春日部市立病院内科勤務（1984年3月まで）。1988年4月、志木市立救急市民病院内科勤務（1989年5月まで）。
1995年4月、日本歯科大学内科学講座助教授。2008年、日本歯科大学附属病院内科科長。2009年、日本歯科大学附属病院副院長。2011年4月、日本歯科大学生命歯学部内科学講座教授・日本大学医学部臨床教授。
2012年12月、第46回衆議院議員総選挙で自由民主党から埼玉14区に出馬し、初当選。2014年12月、第47回衆議院議員総選挙で再選。2015年10月、厚生労働大臣政務官。2017年10月、第48回衆議院議員総選挙で3選。2019年9月、自由民主党副幹事長。2020年9月、内閣府副大臣（拉致問題、地方創生、少子化対策、子ども・子育て支援、科学技術イノベーション政策、健康・医療戦略、消費者及び食品安全等を担当）。2021年2月12日より社会的な孤独・孤立の問題についての担務が追加される）。
2021年10月31日、第49回衆議院議員総選挙で4選。同年11月、自由民主党国会対策副委員長に就任。
2022年10月3日、衆議院厚生労働委員長に就任。
2023年12月12日、自民党5派閥の政治資金パーティーの裏金問題をめぐり、三ッ林が直近5年間で1000万円超の裏金のキックバックを受けた疑いがあることが明らかとなった。2024年2月1日、裏金の総額は計2954万円であると正式に説明した。
2024年9月12日、自民党総裁選挙が告示され、9人が立候補した。三ッ林は高市早苗の推薦人に名を連ねた。9月17日、候補者9人はTBSの報道番組「news23」に出演しテレビ討論を行った。高市は、推薦人20人のうち、13人が党本部が公表した「裏金議員」であること、役職停止や戒告の処分を受けた議員が含まれていること（三ッ林は両方に該当した）などを指摘されると、「どの方を20人に入れるかは選対、チームにまかせたので、私は翌日の新聞（を読む）まで知らなかった」と答えた。9月27日総裁選執行。高市は1回目の投票で1位となるが、決選投票で石破茂に敗れた。
同年10月9日、自民党は第50回衆議院議員総選挙（10月27日執行）の第1次公認候補として、小選挙区265人、比例代表14人の計279人の擁立を発表した。裏金事件に関係した現職と元職のうち12人を非公認とし、その中に三ッ林も含まれた（ほどなく今村洋史が出馬を断念し非公認は11人となる）。自民党非公認ではあるが、公明党は独自に三ッ林を推薦することを決定した。
同日、自民党本部は森山裕幹事長の名で、衆院選候補者に対し、政党交付金から公認料500万円と活動費1500万円の計2000万円をそれぞれの政党支部へ10日付で振り込むことを通知した。
同年10月15日、第50回衆議院議員総選挙が公示され、埼玉13区からは無所属の三ッ林、国民民主党公認の橋本幹彦、れいわ新選組公認の元職の高井崇志、日本維新の会公認の中原由棟、日本共産党公認の沢口千枝子、諸派の元職の橋本勉の計6人が立候補した。埼玉6区を地盤とする中根一幸は三ッ林と同様、裏金問題で公認を得られず無所属で立候補したが、公示日に掲示した選挙ポスターに「自民党支部長」と大きく印刷した。これを不審に思ったしんぶん赤旗が調査を開始し、10月19日、裏金問題で非公認となった11人の候補者のうち、三ッ林ら8人が自民党選挙区支部の支部長のままであると明らかにした。続いて10月23日、同紙は、前述の2000万円が三ッ林ら8人と不出馬になった人が代表を務める政党支部に対しても支給されていたとスクープした。野党は「裏金議員の裏公認だ」「反省していない」とただちに批判を強めた。
自民党は裏金問題や統一教会問題、2000万円支給問題などで逆風が吹き荒れた。10月27日の投開票の結果、橋本幹彦が初当選した。無所属の三ッ林は議席を失った。裏金事件に関係した候補者は18勝28敗だった。

## 政策・主張

### 内政
- 憲法改正と集団的自衛権の行使に賛成[36]。
- LGBT法に慎重な立場。
- 村山談話・河野談話を見直すべきとしている[36]。
- ヘイトスピーチを法律で規制することに賛成[36]。
- 2014年のアンケートで、選択的夫婦別姓制度導入に「反対」と回答[37]。
- 日本ケアラー連盟とヤングケアラーの課題等の意見交換を行い、「ヤングケアラーの課題をしっかり取り入れて前に進めていきたい」と述べた[38]。

### 経済
- アベノミクスを評価する[36]。
- 軽減税率の導入に賛成[36]。

### 健康
- HPVワクチンの積極的勧奨再開に前向きである[39]。
- 受動喫煙防止を目的に飲食店等の建物内を原則禁煙とする健康増進法改正に反対。2017年2月15日の厚生労働部会において、「国際基準に進めば本当に正しいのか、日本基準も大事ではないか。あまり禁煙をすすめるのは良くないのではないか」と主張した[40]。

### 部落問題
- 2013年6月14日に「自由民主党・大ホール」において開催された自由同和会関東ブロック・自由同和会東京都本部『平成25年度大会』に三ッ林は参加し、祝辞を述べた[41]。

### 日本学術会議会員の任命問題
2020年10月7日の衆議院内閣委員会閉会中審査において、日本学術会議の会員候補6名が任命されなかったことをめぐり、論戦が交わされた中、政府側から答弁に立った三ッ林は、「日本学術会議に総合的、俯瞰的観点からの活動を進めていただくため、任命権者である内閣総理大臣が日本学術会議法に基づいて今回の任命を行ったものであり、法律違反という指摘は当たらない。また、憲法第23条に定められた学問の自由は、広く全ての国民に保障されたものであり、特に大学における学問研究及びその成果の発表、教授が自由に行われることを保障したものであると認識している。任命の考え方が、会員等が個人として有している学問の自由への侵害になるとは考えておりません。」と述べた。
また、解釈変更がおこなわれたのではないかという指摘に対しても、「憲法第15条第一項の規定で明らかにされているとおり、公務員の選定、罷免権が国民固有の権利であるという考え方からすれば、任命権者たる内閣総理大臣が推薦のとおりに任命しなければならないというわけではない。日本学術会議会員が任命制になったときからこのような考え方を前提としており、考え方を変えたということではありません。」と回答している。

## 不祥事

### 政治資金パーティー収入の裏金問題
2023年12月1日、朝日新聞が、自民党5派閥が開いた政治資金パーティーをめぐる問題で、安倍派が、所属議員が販売ノルマを超えて集めた分の収入を裏金として議員側にキックバックする運用を組織的に続けてきた疑いがあるとスクープした。安倍派は2018～2022年に毎年1回パーティーを開き、計6億5884万円の収入を政治資金収支報告書に記載している。一方、収入・支出のいずれにも記載していない裏金の総額は直近5年間で1億円を超えるとされ（のちに5億円に修正）、共同通信は「実際のパーティー収入は少なくとも8億円前後に膨らむ可能性がある」と報じた。清和政策研究会の政治資金収支報告書の記載内容は下記のとおり。
| 年月日        | パーティー名                 | 会場               | 収入        | 購入者数 | 出典 |
| ------------- | ---------------------------- | ------------------ | ----------- | -------- | ---- |
| 2018年5月22日 | 清和政策研究会との懇親の集い | 東京プリンスホテル | 2億802万円  | 7,021人  | [51] |
| 2019年5月21日 | 清和政策研究会との懇親の集い | 東京プリンスホテル | 1億5338万円 | 5,177人  | [52] |
| 2020年9月28日 | 清和政策研究会との懇親の集い | 東京プリンスホテル | 1億262万円  | 3,464人  | [53] |
| 2021年12月6日 | 清和政策研究会との懇親の集い | 東京プリンスホテル | 1億2万円    | 3,376人  | [54] |
| 2022年5月17日 | 清和政策研究会との懇親の集い | 東京プリンスホテル | 9480万円    | 3,200人  | [46] |
| （合計）      |                              |                    | 6億5884万円 |          |      |
パーティー券は通常1枚2万円であるため、販売枚数が推計できるが、枚数に対する購入者の比率は2018年から2022年にかけてすべて「0.675」で統一されている。日本大学名誉教授の岩井奉信は「絶対にあり得ない」とし、安倍派は政治資金収支報告書に架空の購入者数を記入したとみられる。
同年12月12日、TBSが、三ッ林が1000万円を超えるキックバックを受け、収支報告書に記載していない疑惑があると報道した。12月22日、安倍派においては、議員側の「中抜き」を含む3つのパターンで裏金づくりを行っていたことが関係者の証言により明らかとなった。
2024年2月1日、三ッ林は、派閥からの送金額は計3000万円だったが、うち136万円はキックバックとは異なる誤送金であるとして、キックバックを受けた金額は計2954万円であると説明した。なお、東京地検は、キックバックを受けた金額が3000万円を超えるか否かを「立件ライン」にしているとの報道もあった。
同年4月4日、党は三ッ林を1年間の党役職停止とする処分を決定した。
同年5月14日、衆議院政治倫理審査会は、裏金事件に関与しながら同審査会で弁明していない自民党議員44人に出席と説明を求める野党の申立てを全会一致で可決した。同月17日、参議院政治倫理審査会も同様に、弁明していない議員29人に出席と説明を求める申立てを全会一致で可決した。三ッ林を含む関係議員73人は全員出席を拒否し、6月23日に通常国会は閉会した。
同年7月8日、東京地検特捜部は三ッ林を嫌疑不十分で不起訴処分とした。

### 2018年分の政治資金収支報告書の記載漏れ
三ッ林の資金管理団体「新日本情勢調査会」は、2018年分の政治資金収支報告書に個人2人と4つの政治団体から受けた寄付金計651万円を記載することを怠った。所属する派閥「清和政策研究会」が150万円、日本医師連盟が100万円、日本歯科医師連盟が200万円、埼玉県医師連盟が100万円を寄付していたが、事務所側は作業上のミスだと弁明した。同報告書は公表後の2019年12月3日に訂正された。

### 選択的夫婦別姓の反対を求める文書の送付
2021年1月30日、三ッ林ら自民党国会議員有志50人は、47都道府県議会議長のうち同党所属の約40人に、選択的夫婦別姓の導入に賛同する意見書を採択しないよう求める文書を郵送した。地方議員や市民団体は、地方議会の独立性を脅かす行為だとして三ッ林らを批判した。

## 人物

### 旧統一教会との関わり
2018年7月1日、旧統一教会（現在の名称は「世界平和統一家庭連合」）が、総裁の韓鶴子を主賓に迎えて「日本宣教60周年 2018神日本家庭連合 希望前進決意2万人大会」をさいたまスーパーアリーナで開催した。来賓として、三ッ林の他に工藤彰三、柳本卓治、神山佐市、本村賢太郎、宮島喜文の6人の国会議員が招かれた。

### 人柄
- 趣味は剣道、柔道、詩吟[74]。
- 喫煙者であり、超党派の愛煙家国会議員からなる議員連盟「もくもく会」に所属している[75]。

## 家族
三ッ林家
- 祖父・幸三（1893年 - 1977年、農業、幸手町長、埼玉県会議長、衆議院議員）[4]
- 父・弥太郎（1918年 - 2003年、衆議院議員、科学技術庁長官）[4]
- 兄・隆志[4]（1953年 - 2010年、医師、衆議院議員）

## 所属団体・議員連盟
- 自民党たばこ議員連盟[76]
- もくもく会[75]
- 日本会議国会議員懇談会[77]
- 神道政治連盟国会議員懇談会[77]
- みんなで靖国神社に参拝する国会議員の会[77]
- 国際観光産業振興議員連盟
- 日本の尊厳と国益を護る会
- TPP交渉における国益を守り抜く会
- 日本建設職人社会振興議員連盟
- 責任ある積極財政を推進する議員連盟
- 臓器移植を考える議員連盟事務局長
- HPVワクチンの積極的勧奨再開を目指す議員連盟幹事長代行
- 吟道議員連盟事務局長
- 邦楽器商工業振興議員連盟事務局長
- 日本の節句文化を継承する議員連盟幹事長
- つくばエクスプレス利用建設促進議員連盟事務局長
- オウム真理教対策議員連盟事務局長
- 日本ウイグル国会議員連盟事務局長
- 中国による人権侵害を究明し行動する議員連盟事務局長[78]
- 地下鉄8号線延伸建設促進議員連盟事務局長

## 選挙歴
| 当落 | 選挙                   | 執行日         | 年齢 | 選挙区       | 政党       | 得票数     | 得票率 | 定数 | 得票順位 /候補者数 | 政党内比例順位 /政党当選者数 |
| ---- | ---------------------- | -------------- | ---- | ------------ | ---------- | ---------- | ------ | ---- | ------------------ | ---------------------------- |
| 当   | 第46回衆議院議員総選挙 | 2012年12月16日 | 57   | 埼玉県第14区 | 自由民主党 | 8万4263票  | 37.97% | 1    | 1/5                | /                            |
| 当   | 第47回衆議院議員総選挙 | 2014年12月14日 | 59   | 埼玉県第14区 | 自由民主党 | 9万6511票  | 47.56% | 1    | 1/3                | /                            |
| 当   | 第48回衆議院議員総選挙 | 2017年10月22日 | 62   | 埼玉県第14区 | 自由民主党 | 9万8443票  | 47.53% | 1    | 1/4                | /                            |
| 当   | 第49回衆議院議員総選挙 | 2021年10月31日 | 66   | 埼玉県第14区 | 自由民主党 | 11万1262票 | 51.56% | 1    | 1/3                | /                            |
| 落   | 第50回衆議院議員総選挙 | 2024年10月27日 | 69   | 埼玉県第13区 | 無所属     | 5万3382票  | 29.6%  | 1    | 2/6                | /                            |